# Dmitrij Grigorjevič Hvostov
Dmitrij Grigorjevič Hvostov (rus. Дмитрий Григорьевич Хвостов) (Ivanovo, Rusija, 21. kolovoza 1989.) je ruski košarkaš koji igra za moskovski Dinamo.
Hvostov je u istom klubu igrao za juniore, prije nego što je prešao u seniorsku momčad. Za rusku košarkašku reprezentaciju je nastupio na Svjetskom prvenstvu u Turskoj 2010.

## Vanjske poveznice
- Statistika igrača na web stranici Dinama Moskva  Arhivirana inačica izvorne stranice od 17. veljače 2021. (Wayback Machine)
- Profil igrača na web stranici Eurocupa